# Wojciech Bakun
Wojciech Antoni Bakun (ur. 29 stycznia 1981 w Przemyślu) – polski polityk, przedsiębiorca i samorządowiec, poseł na Sejm VIII kadencji, od 2018 prezydent Przemyśla.

## Życiorys
Z wykształcenia technik informatyk. W 2002 ukończył Policealne Studium Zawodowe. Studiował m.in. prawo w WSPiA Rzeszowskiej Szkole Wyższej. Pracował jako przedstawiciel handlowy i administrator baz danych w rodzinnym przedsiębiorstwie. Zajął się prowadzeniem (wraz z żoną) własnej działalności gospodarczej. Został członkiem sądu dyscyplinarnego Stowarzyszenia na Rzecz Nowej Konstytucji Kukiz'15 oraz działaczem Stowarzyszenia Kupieckiego. W wyborach parlamentarnych w 2015 kandydował do Sejmu w okręgu krośnieńskim z pierwszego miejsca na liście powołanego przez Pawła Kukiza komitetu wyborczego wyborców Kukiz’15. Uzyskał mandat posła VIII kadencji, otrzymując 9406 głosów. Od 2016 należał do Parlamentarnego Zespołu ds. Bezpieczeństwa Programu Szczepień Ochronnych Dzieci i Dorosłych.
W wyborach samorządowych w 2018 wystartował na prezydenta Przemyśla, uzyskując 41,49% głosów (najlepszy rezultat) i przechodząc do drugiej tury. Otrzymał w niej 74,84% głosów, wygrywając tym samym wybory. Urząd objął po zaprzysiężeniu 22 listopada 2018. Z powodzeniem ubiegał się o reelekcję w wyborach w 2024, kandydując z ramienia KWW Wojciecha Bakuna Wspólnie dla Przemyśla. W pierwszej turze otrzymał 46,23% głosów (najwięcej spośród sześciorga kandydatów), w drugiej turze pokonał kandydata Koalicji Obywatelskiej Tomasza Dziumaka z wynikiem 73,48% głosów.

## Odznaczenia i wyróżnienia
W 2022 zajął piąte miejsce w rankingu najlepszych prezydentów miast „Newsweek Polska”. W 2023 wyróżniony przez FRDL Nagrodą im. Jerzego Regulskiego w kategorii „wzmacnianie samorządności lokalnej”, którą przyznano mu za organizację w Przemyślu pomocy humanitarnej dla uchodźców wojennych z Ukrainy w trakcie rosyjskiej inwazji. W związku z tą działalnością otrzymał także w tym samym roku we Florencji Tarczę Świętego Marcina.
W 2025 odznaczony Odznaką Honorową za Zasługi dla Samorządu Terytorialnego.